# Parti d'union nationale
Le Parti d'union nationale (Partido Unión Nacional, PUN) est un parti politique conservateur du Costa Rica fondé en 1948.

## Résultats électoraux
- Élections présidentielles de 2006 : Jose Manuel Echandi Meza obtient 26 593 voix (1,64 %)
- Élections législatives de 2006 : 40 280 voix (2,5 %) et 1 siège